# Dominique Van Cotthem
Œuvres principales
- Les eaux assassines, roman (2024)
- Réparer nos silences, roman (2023)
- Adèle, roman (2022)
- Le sang d’une autre, roman (2017)

Dominique Van Cotthem, née le 5 septembre 1963 à Liège, est une autrice et romancière belge et dont les œuvres sont classées dans la catégorie littérature.

## Biographie
Dominique Van Cotthem a exercé le métier de fleuriste durant de nombreuses années. Elle a été décorée, par l'Institut royal des élites du travail, de la médaille des cadets et celle des Élites. Elle a participé à la décoration florale de la cathédrale Saints-Michel-et-Gudule de Bruxelles lors des mariages princiers de Philippe (roi des Belges) et Mathilde d'Udekem d'Acoz ainsi que Laurent de Belgique et Claire Coombs.
Passionnée de littérature et écrivaine à ses heures, elle prend véritablement la plume en 2016 pour ne plus la lâcher.
Elle est révélée par son premier roman Le sang d’une autre, publié aux Éditions Les Nouveaux Auteurs et Pocket, qui obtient en 2017 le prix Roman de l'été Femme actuelle, présidé par Gilles Legardinier. 
Son second roman, Adèle, est publié en janvier 2022 par les éditions Genèse. Il relate l’histoire d’une femme sous emprise dans la Belgique du milieu du XXe siècle,,. Un roman qui remporte en 2023 le Prix des librairies Club de Belgique à la Foire du livre de Bruxelles.
En 2020, sa nouvelle L’exclue lui vaut d’être l'un des lauréats du concours de nouvelles organisé sur le thème du vin par les Éditions du CEP, présidé par Dominique Costermans.
Entre 2019 et 2023 elle participe à quatre recueils de nouvelles : Quelques mots à vous dire..., Un hôtel à Paris, Point de rencontre et Entrechats, en compagnie des anciens lauréats des Prix Femme Actuelle Rosalie Lowie (Un bien bel endroit pour mourir, 2017), Émilie Riger (Le Temps de faire sécher un cœur, 2018), Frank Leduc (Le chaînon manquant, 2018). Sa nouvelle Chemins tracés a été publiée individuellement par les éditions Lamiroy.
En 2021, elle explore la littérature jeunesse en compagnie de Rosalie Lowie. Deux livres voient le jour : En piste et En route belle troupe. Le cirque est le fil conducteur des ouvrages où se côtoient des personnages, homme ou animal, qui font de leur différence un atout majeur. Les droits d’auteurs des deux livres sont entièrement reversés à l’association Les Clowns de l’Espoir.
2023 et 2024, nouvelles collaborations avec les éditions Genèse, pour deux nouveaux romans.
Réparer nos silences en 2023, un thriller dont l'intrigue repose en partie sur les traumatismes d'enfance et avec lequel elle remporte le Prix Soleil noir jaune rouge en novembre 2024. 
Puis Les eaux assassine, parution en octobre 2024. Un roman choral qui mêle le destin de trois femmes durant les inondations qui ont touché la Belgique en juillet 2021. Une tragédie dont la romancière a personnellement été victime à Liège.

## Distinction
- Vainqueur du prix Roman de l'été Femme Actuelle 2017[13], Coup de cœur des lectrices pour Le sang d'une autre.
- Lauréate du concours de nouvelles organisé par les Éditions Création Europe Perspective (CEP) en 2021 sur le thème du vin pour L’exclue.
- Sélection Prix découverte de l’Iris Noir Bruxelles 2022 pour Adèle.
- Vainqueur du Prix des librairies Club de Belgique 2023 pour Adèle.
- Vainqueur du Prix Soleil noir jaune et rouge 2024.

## Œuvre
- Le sang d'une autre. Roman, Éditions Les Nouveaux Auteurs (Prisma Media) (2017) et Pocket (2019).
- Quelques mots à vous dire.... Recueil de nouvelles, Books on Demand, (2019).
- Un hôtel à Paris. Recueil de nouvelles, Books on Demand, (2020).
- Chemins tracés. Nouvelle, Éditions Lamiroy (2021).
- Le vin. Recueil de nouvelles, Éditions du CEP (2021).
- En Piste et En route belle troupe. Romans jeunesse co-écrits avec Rosalie Lowie. Éditions Bel et Bien (2021).
- Adèle. Roman, Genèse Édition, (2022).
- Point de rencontre. Recueil de nouvelles, Books on Demand, (2022).
- Entrechats. Recueil de nouvelles, Books on Demand, (2022).
- Réparer nos silences. Roman, Genèse Édition, (2023).
- Les eaux assassines. Roman, Genèse Édition, (2024).